# ترشی بادمجان
ترشی بادنجان، یکی از محبوب‌ترین ترشی‌ها در میان ایرانیان و مردم خاورمیانه است که معمولاً در فصل تابستان آن را تهیه و در طول سال مصرف می‌کنند. ترشی بادنجان به روش‌های مختلفی مانند ترشی بادنجان شکم‌پر، ترشی بادنجان کبابی، ترشی لیتهٔ بادنجان و غیره و با چاشنی‌های متفاوتی تهیه می‌شود.